# Elezioni regionali in Friuli-Venezia Giulia del 1993
Le elezioni regionali in Friuli Venezia Giulia del 1993 si sono svolte il 6 giugno 1993. Sono state le settime nella storia della regione. Per la prima volta queste si sono tenute nella sola giornata della domenica.
Il regime elettorale previsto è un sistema proporzionale. La legge determina il numero dei consiglieri regionali in ragione di uno ogni 20.000 abitanti, o frazione superiore ai 10.000. Per tali elezioni il numero di consiglieri da eleggere è così fissato in 60, due in meno rispetto alle elezioni precedenti.
Il primo partito è risultata la Lega Nord, col 26,7% dei voti, seguita dalla Democrazia Cristiana col 22,3% che ha preceduto il Partito Democratico della Sinistra, col 9,9% dei suffragi. Per la prima volta la DC, nella storia delle elezioni regionali del Friuli-Venezia Giulia, non è risultata il partito più votato. Il 3 agosto 1993 il Consiglio Regionale ha eletto la nuova giunta e Pietro Fontanini, della Lega Nord, come presidente, il primo non espresso dalla Democrazia Cristiana. Il 12 gennaio 1994 al suo posto è stato eletto Renzo Travanut, esponente del Partito Democratico della Sinistra. Il 18 luglio dello stesso anno il Consiglio ha eletto Alessandra Guerra, della Lega Nord, prima donna a ricoprire la carica di Presidente della Giunta. È stata sostituita il 7 novembre 1995 da Sergio Cecotti, anche lui della Lega Nord. Infine, il 5 dicembre 1996 l'assemblea ha eletto una giunta guidata da Giancarlo Cruder, del Partito Popolare Italiano, nuova denominazione assunta dalla DC.
Gli elettori chiamati al voto sono stati 1.065.698. Si sono recati al voto 853.601 cittadini, pari all'80,10% degli aventi diritto. Assieme al rinnovo del Consiglio Regionale sono stati eletti anche i nuovi Consigli Provinciali di Trieste e Gorizia.

## Sistema elettorale

### Natura del sistema
Il sistema elettorale è stato in parte modificato con la legge regionale 27 agosto 1992, nr. 27.
La nuova legge prevede, all'articolo 2, che i partiti possono collegare, agli effetti dell'assegnazione dei seggi da parte dell'Ufficio centrale regionale, le liste individuate dal proprio contrassegno, presentate nelle singole circoscrizioni elettorali, con quelle presentate nelle stesse circoscrizioni elettorali da un solo altro partito o gruppo politico.
Secondo l'art.1 della legge elettorale del 1968 l'assegnazione dei seggi tra le liste concorrenti è effettuata in ragione proporzionale, mediante riparto nelle singole circoscrizioni in cui è diviso il territorio regionale, con recupero dei voti residui in sede regionale. Ogni elettore dispone di un voto di lista e può attribuire delle preferenze, due, se i Consiglieri regionali da eleggere sono fino a sei; di tre se i Consiglieri regionali da eleggere sono in numero da sette a quattordici; di quattro se i Consiglieri regionali da eleggere sono in numero da quindici in poi.
Secondo l'art. 15 dello Statuto sono elettori del consiglio gli iscritti nelle liste elettorali dei Comuni della Regione (ovvero tutti i cittadini che abbiano compiuto 18 anni alla data delle elezioni), mentre sono eleggibili al consiglio regionale gli elettori che abbiano compiuto il 25º anno di età il giorno delle elezioni. L'ufficio di consigliere regionale è incompatibile con quello di membro di una delle Camere, di un altro Consiglio regionale, di un Consiglio provinciale, o di sindaco di un Comune con popolazione superiore a 10.000 abitanti. La legge prevede inoltre altri casi di ineleggibilità e incadidabilità.
Gli art. 38 e seguenti della legge elettorale del 1968 stabiliscono le operazioni per la determinazione della ripartizione dei seggi fra le liste e fra i candidati, ma sono stati in parte modificati dalla legge del 1992, all'articolo 19. L'ufficio centrale circoscrizionale, dopo il controllo delle schede e la raccolta dei dati, procede a determinare la cifra elettorale di ogni lista. Divide il totale delle cifre elettorali di tutte le liste per il numero dei seggi assegnati alla circoscrizione più 1,12 (e non più uno), ottenendo così il quoziente elettorale circoscrizionale: nell'effettuare la divisione, trascura l'eventuale parte frazionaria del quoziente. Attribuisce, quindi, ad ogni lista tanti seggi quante volte il quoziente elettorale risulti contenuto nella rispettiva cifra elettorale. I seggi che rimangono non assegnati vengono attribuiti al Collegio unico regionale. Se, con il quoziente calcolato come sopra, il numero dei seggi da attribuire alle varie liste superi quello dei seggi assegnati alla circoscrizione, le operazioni si ripetono con un nuovo quoziente ottenuto diminuendo di 0,02 (e non più di un'unità) il divisore.

Il palazzo del Consiglio Regionale a Trieste.

Successivamente stabilisce la somma dei voti residuali di ogni lista ed il numero dei seggi non potuti attribuire ad alcuna lista per insufficienza di quoziente o di candidati; per le liste collegate il numero dei voti residuali è dato dalla somma dei voti residuali di ogni lista collegata. La determinazione della somma dei voti residuali deve essere fatta anche nel caso che tutti i seggi assegnati alla circoscrizione vengano attribuiti. Si considerano voti residuali anche quelli delle liste che non abbiano raggiunto alcun quoziente ed i voti che, pur raggiungendo il quoziente, rimangono inutilizzati per mancanza di candidati.
I seggi che rimangono non assegnati, vengono attribuiti al Collegio unico regionale. Tale Ufficio, inoltre, determina la cifra individuale di ogni candidato.
Successivamente, secondo quanto previsto dall'art. 24 della nuova legge elettorale l'Ufficio centrale regionale determina il numero dei seggi non attribuiti nelle circoscrizioni e determina, per ogni lista e per ogni singolo insieme di liste collegate il numero dei voti residuali. Successivamente procede alla somma dei predetti voti per tutte le liste aventi lo stesso contrassegno che abbiano ottenuto un seggio in almeno una delle cinque circoscrizioni elettorali in cui è ripartito il territorio regionale e che siano state presentate in almeno quattro circoscrizioni elettorali. I voti residuali delle liste che hanno presentato dichiarazione di collegamento sono computati congiuntamente per ogni singolo insieme di liste collegate, purché almeno una delle liste abbia ottenuto un seggio in almeno una circoscrizione elettorale e sia stata presentata in almeno quattro circoscrizioni elettorali. Assegna ai predetti gruppi di liste o di singoli insiemi di liste collegate i seggi di cui alla lettera precedente. A tal fine divide la somma dei voti residuali di tutti i gruppi di liste o di singoli insiemi di liste collegate per il numero dei seggi da attribuire; nell'effettuare la divisione trascura l'eventuale parte frazionaria del quoziente. Il risultato costituisce il quoziente elettorale regionale.
Divide, poi, la somma dei voti residuali di ogni gruppo di liste o di singoli insiemi di liste collegate per tale quoziente; il risultato rappresenta il numero dei seggi da assegnare a ogni gruppo di liste o di singoli insiemi di liste collegate. I seggi che rimangono ancora da attribuire sono rispettivamente assegnati ai gruppi di liste o di singoli insiemi di liste collegate per i quali queste ultime divisioni hanno dato maggiori resti e, in caso di parità di resti, a quei gruppi di liste o di singoli insiemi di liste collegate che abbiano avuto maggiori voti residuali; a parità di voti residuali si procede a sorteggio.
I seggi spettanti a ogni gruppo di liste o di singoli insiemi di liste collegate sono attribuiti alle liste o ai singoli insiemi di liste collegate nelle circoscrizioni elettorali in cui è ripartito il territorio regionale seguendo la graduatoria decrescente dei voti residuali espressi in percentuale del relativo quoziente circoscrizionale. A tal fine si moltiplica per cento il numero dei voti residuali di ogni lista o di ogni singolo insieme di liste collegate e si divide il prodotto per il quoziente elettorale circoscrizionale. Effettuata l'assegnazione dei seggi alle liste o ai singoli insiemi di liste collegate nelle circoscrizioni elettorali, l'Ufficio centrale regionale verifica se, nei singoli insiemi di liste collegate ai quali sia stato assegnato più di un seggio, sia compreso tra i candidati eletti in sede circoscrizionale o rientri utilmente nella graduatoria del singolo insieme formata ai sensi dell'articolo 38, comma 1, lettera i), almeno un candidato di quella fra le liste collegate che ha riportato il numero minore di voti validi complessivi, purché non inferiore all'uno per cento dei voti validamente espressi in tutte le circoscrizioni elettorali in cui è ripartito il territorio regionale.
Per tutto ciò che non è disciplinato dalla legge si osservano, in quanto applicabili, le disposizioni del DPR 30 marzo 1957, n. 361, e successive modificazioni ed integrazioni, della legge 8 marzo 1989, n. 95, della legge 21 marzo 1990, n. 53, della legge 15 gennaio 1991, n. 15 e della legge 5 febbraio 1992, n. 104.

### Ripartizione in circoscrizioni
Il territorio della Regione è ripartito in circoscrizioni elettorali corrispondenti ai circondari soggetti alla giurisdizione dei tribunali. Le circoscrizioni di Trieste, Gorizia e Pordenone corrispondono al territorio delle relative provincie, mentre la provincia di Udine è ripartita in due circoscrizioni: Udine e Tolmezzo.

### Modalità di voto
Le urne, per la prima volta, sono aperte solo alla domenica, dalla 08:00 alle 22:00.

## Composizione degli schieramenti
Il 3 febbraio 1991 si era sciolto il Partito Comunista Italiano: dalla maggioranza di quel movimento è nato il Partito Democratico della Sinistra. La minoranza di sinistra ha creato il Partito della Rifondazione Comunista, in cui sono confluiti gruppi provenienti dal Partito di Unità Proletaria per il comunismo, dal Partito Comunista d'Italia (marxista-leninista) e da Democrazia Proletaria.
Tra i partiti autonomisti ha fatto la sua comparsa la Lega Autonomia Friuli, mentre non ha partecipato al voto il Movimento Indipendentista Triestino. Hanno fatto il loro esordio, alle Regionali, anche Lega Nord e La Rete. Il Partito Socialista Democratico Italiano e i Verdi della Margherita si sono presentati in una lista comune, che riporta i simboli di entrambi i movimenti, come previsto dalla nuova legge elettorale.

### Liste ammesse al voto
Le seguenti liste sono ammesse alla competizione elettorale:
- Alleanza Verde del Friuli-Venezia Giulia
- Democrazia Cristiana (DC)
- La Rete
- Lega Autonomia Friuli (LAF) (non presente nelle circoscrizioni di Trieste e Gorizia)
- Lega Nord (LN)
- Lista per Trieste (LpT)
- Movimento Friuli (MF)
- Movimento Sociale Italiano - Destra Nazionale (MSI-DN)
- Partito della Rifondazione Comunista (PRC)
- Partito Democratico della Sinistra (PDS)
- Partito Liberale Italiano (PLI)
- Partito Repubblicano Italiano (PRI)
- Partito Socialista Democratico Italiano-Verdi della Margherita (PSDI-Verdi)
- Partito Socialista Italiano (PSI)
- Slovenska Skupnost (SSk)

## Numeri e costi delle elezioni

### Affluenza
Gli elettori chiamati al voto sono 1.065.698. Si sono recati al voto 853.601 elettori, con un'affluenza dell'80,10, contro il 84,26% delle regionali del 1988.
Il comune nel quale l'affluenza è stata più elevata è Romans d'Isonzo (in Provincia di Gorizia), col 92,8%, mentre il comune con l'affluenza più ridotta è stato Drenchia col 42,4%, in Provincia di Udine. Tra i capoluoghi di provincia quello che ha registrato l'affluenza più alta è stato Gorizia, ove si votava anche per il rinnovo del consiglio provinciale, col 86,2%, mentre quello con la più bassa partecipazione al voto è stato Trieste, dove pure si rinnovava la provincia, col 76,3%.

### Schede bianche e nulle
Le schede bianche sono state 22.603 (pari al 2,65% dei voti espressi), le schede nulle sono state 34.422 (pari al 4,03%).

### Tabella Riepilogativa
I dati sull'affluenza sono qui riepilogati:
| Circoscrizione | Aventi diritto | Affluenza        | Voti validi      | Schede Bianche | Schede Nulle/Contestate |
| -------------- | -------------- | ---------------- | ---------------- | -------------- | ----------------------- |
| Trieste        | 230.384        | 177.562 (77,07%) | 165.023 (92,94%) | 4.732 (2,66%)  | 7.807 (4,40%)           |
| Gorizia        | 122.394        | 106.087 (86,68%) | 97.940 (92,32%)  | 3.991 (3,76%)  | 4.156 (3,92%)           |
| Udine          | 385.587        | 314.520 (81,57%) | 295.555 (93,97%) | 6.985 (2,22%)  | 11.980 (3,81%)          |
| Tolmezzo       | 82.166         | 58.995 (71,80%)  | 55.478 (94,04%)  | 1.049 (1,78%)  | 2.468 (4,18%)           |
| Pordenone      | 245.167        | 196.437 (80,12%) | 182.580 (92,95%) | 5.846 (2,98%)  | 8.011 (4,08%)           |
| Totale         | 1.065.698      | 853.601 (80,10%) | 796.576 (93,32%) | 22.603 (2,65%) | 24.422 (4,03%)          |

## Risultati
I risultati in merito ai voti alle liste e la distribuzione dei seggi sono indicati nella seguente tabella:
| Liste  | Liste                                   | Voti    | %     | +/-   | Seggi | +/-     |
| ------ | --------------------------------------- | ------- | ----- | ----- | ----- | ------- |
|        | Lega Nord                               | 212 423 | 26,67 | Nuovo | 18    | Nuovo   |
|        | Democrazia Cristiana                    | 177 456 | 22,28 | 14,90 | 15    | 9       |
|        | Partito Democratico della Sinistra      | 78 747  | 9,89  | Nuovo | 6     | Nuovo   |
|        | Movimento Sociale Italiano              | 66 326  | 8,33  | 2,82  | 5     | 2       |
|        | Partito della Rifondazione Comunista    | 44 019  | 5,53  | Nuovo | 4     | Nuovo   |
|        | Alleanza Verde Friuli-Venezia Giulia    | 43 089  | 5,41  | 1,47  | 3     | 1       |
|        | Partito Socialista Italiano             | 37 704  | 4,73  | 12,98 | 3     | 9       |
|        | Lega Autonomia Friuli                   | 37 447  | 4,70  | Nuovo | 2     | Nuovo   |
|        | Lista per Trieste                       | 26 316  | 3,30  | 0,45  | 2     | Stabile |
|        | La Rete                                 | 14 114  | 1,77  | Nuovo | -     | Nuovo   |
|        | Partito Repubblicano Italiano           | 13 658  | 1,71  | 0,87  | 1     | Stabile |
|        | Partito Socialista Democratico Italiano | 12 694  | 1,59  | 4,52  | -     | 3       |
|        | Movimento Friuli                        | 12 568  | 1,58  | 0,14  | -     | 1       |
|        | Partito Liberale Italiano               | 10 342  | 1,30  | 0,34  | 1     | Stabile |
|        | Slovenska Skupnost                      | 9 673   | 1,21  | 0,16  | -     | 1       |
| Totale | Totale                                  | 796 576 | 100   |       | 60    |         |

## Analisi del voto

### Trend di voto
Il quadro politico regionale è fortemente cambiato rispetto alle elezioni di 5 anni prima. La Democrazia Cristiana perde quasi il 15%, il Partito Socialista Italiano il 13%, mentre Partito Democratico della Sinistra e Rifondazione Comunista cedono quasi il 3,5% rispetto ai voti del Partito Comunista Italiano e della Democrazia Proletaria di cinque anni prima. Anche l'alleanza tra Partito Socialista Democratico Italiano e Verdi della Margherita cede oltre 4 punti, rispetto a quanto ottenuto dai due partiti, separatamente, nel 1988. Le nuove liste, Lega Nord, La Rete e Lega Autonomia Friuli conquistano oltre un terzo dei voti.
Vi è anche un avanzamento del Movimento Sociale Italiano (più 2,8%), e dei Verdi (più 1,5%). Tra i partiti regionali avanza la Lista per Trieste, mentre cede il Movimento Friuli.

### Analisi territoriale del voto
La Lega Nord è risultato il partito più votato in tutte le circoscrizioni, dal 17,6% di Trieste, al 33,4% di Tolmezzo. La Democrazia Cristiana ha mantenuto alte percentuali soprattutto a Udine e Pordonene, ove ha superato il 24%. Il Partito Democratico della Sinistra ha superato il 15% a Gorizia, mentre il Partito della Rifondazione Comunista ha superato, sia a Trieste che Gorizia, il 7%.
Il Movimento Sociale Italiano ha ottenuto la percentuale più elevata, come da tradizione, a Trieste, dove ha sfiorato il 17%, mentre il Partito Socialista Italiano ha di poco mancato il 10% nel tolmezzino. I Verdi hanno raggiunto quasi l'8% a Gorizia, mentre Partito Socialista Democratico Italiano-Verdi della Margherita hanno superato il 2% solo a Tolmezzo. La Lista per Trieste ha ottenuto il 15,41 a Trieste, mentre la Lega Autonomia Friuli ha superato il 7% sia a Udine che a Pordenone.

#### Tabella riepilogativa
| Lista                                                           | Voti e percentuali | Voti e percentuali | Voti e percentuali | Voti e percentuali | Voti e percentuali |
| --------------------------------------------------------------- | ------------------ | ------------------ | ------------------ | ------------------ | ------------------ |
| Lista                                                           | Trieste            | Gorizia            | Udine              | Tolmezzo           | Pordenone          |
| Lega Nord                                                       | 28.894 (17,56%)    | 24.297 (24,81%)    | 85.383 (28,89%)    | 18.510 (33,36%)    | 55.249 (30,26%)    |
| Democrazia Cristiana                                            | 24.432 (14,81%)    | 21.088 (21,53%)    | 72.445 (24,51%)    | 12.147 (21,90%)    | 47.344 (25,93%)    |
| Partito Democratico della Sinistra                              | 16.632 (10,08%)    | 14.800 (15,11%)    | 26.608 (9,00%)     | 4.149 (7,48%)      | 16.558 (9,07%)     |
| Movimento Sociale Italiano - Destra Nazionale                   | 27.960 (16,94%)    | 7.870 (8,04%)      | 16.704 (5,65%)     | 4.657 (8,39%)      | 9.135 (5,00%)      |
| Partito della Rifondazione Comunista                            | 12.028 (7,29%)     | 7.583 (7,74%)      | 12.845 (4,35%)     | 2.288 (4,12%)      | 9.275 (5,08%)      |
| Alleanza Verde del Friuli-Venezia Giulia                        | 9.036 (5,48%)      | 7.730 (7,89%)      | 14.331 (4,85%)     | 2.900 (5,23%)      | 9.092 (4,98%)      |
| Partito Socialista Italiano                                     | 5.090 (3,08%)      | 4.353 (4,44%)      | 15.135 (5,12%)     | 5.466 (9,85%)      | 7.660 (4,20%)      |
| Lega Autonomia Friuli                                           | non presente       | non presente       | 22.733 (7,69%)     | 159 (0,29%)        | 14.555 (7,97%)     |
| Lista per Trieste                                               | 25.436 (15,41%)    | 349 (0,36%)        | 271 (0,09%)        | 42 (0,08%)         | 218 (0,12%)        |
| La Rete                                                         | 2.519 (1,53%)      | 2.065 (2,11%)      | 4.833 (1,64%)      | 1.271 (2,29%)      | 3.426 (1,88%)      |
| Partito Repubblicano Italiano                                   | 2.765 (1,68%)      | 1.319 (1,35%)      | 6.284 (2,13%)      | 521 (0,94%)        | 2.769 (1,52%)      |
| Partito Socialista Democratico Italiano- Verdi della Margherita | 1.064 (0,64%)      | 1.640 (1,67%)      | 5.841 (1,98%)      | 1.237 (2,23%)      | 2.912 (1,59%)      |
| Movimento Friuli                                                | 723 (0,44%)        | 1.189 (1,21%)      | 6.168 (2,09%)      | 1.697 (3,06%)      | 2.791 (1,53%)      |
| Partito Liberale Italiano                                       | 1.920 (1,16%)      | 936 (0,96%)        | 5.622 (1,90%)      | 346 (0,62%)        | 1.518 (0,83%)      |
| Slovenska Skupnost                                              | 6.434 (3,90%)      | 2.721 (2,78%)      | 352 (0,12%)        | 88 (0,16%)         | 78 (0,04%)         |

## Esito delle elezioni
Il 9 luglio 1993 Pietro Fontanini è eletto Presidente del Consiglio Regionale, il primo esponente della Lega Nord a ricoprire tale incarico.
A seguito di quanto previsto dagli art. 35 e 36 dello Statuto il Consiglio Regionale ha eletto, il 3 agosto 1993 la Giunta Regionale e Pietro Fontanini, della Lega Nord, come presidente della Regione. La giunta era composta da membri, oltre che del partito di Fontanini, anche da membri del PRI e del PLI. Per la prima volta nella storia della Regione la Democrazia Cristiana non ha eletto un proprio rappresentate quale Presidente della Giunta, né ha fatto parte della stessa. Cristiano Degano, della Democrazia Cristiana, ha sostituito Fontanini come Presidente del Consiglio. La giunta è comunque minoritaria, e nasce dopo il fallimento di un accordo tra la Lega Nord, e alcuni partiti di sinistra, come i Verdi e il PDS.
Il 29 dicembre 1993 la giunta Fontanini è stata sfiduciata, pur ottenendo anche l'appoggio di Movimento Sociale Italiano e Lista per Trieste. Il 12 gennaio 1994 l'esponente del Partito Democratico della Sinistra Renzo Travanut è eletto nuovo Presidente della Giunta, composta da assessori di PDS, Lega Autonomia Friuli, Verdi, Democrazia Cristiana e da indipendenti. La giunta è sostenuta esternamente anche dal Partito Socialista Italiano e da due consiglieri usciti dalla Lega Nord. Rifondazione Comunista si è astenuta, così la giunta dispone di 29 voti sui 60 dell'assemblea.
Il 18 luglio 1994 l'assemblea ha eletto una nuova giunta, presieduta per la prima volta da una donna, la leghista Alessandra Guerra. La giunta è composta dalla Lega Nord, Forza Italia (gruppo costituito durante la consigliatura), Partito Popolare Italiano (nuova denominazione della Democrazia Cristiana) e Partito Repubblicano Italiano. Il 25 luglio dello stesso anno Giancarlo Cruder ha sostituito il compagno di partito Degano quale Presidente del Consiglio. Il 7 novembre 1995 un altro leghista, Sergio Cecotti, è eletto Presidente della Giunta, ora però composta da assessori di Lega Nord, Partito Popolare Italiano, Partito Democratico della Sinistra, Verdi e Socialisti Italiani.
Infine, il 5 dicembre 1996, dopo 50 giorni di crisi politica, Giancarlo Cruder (PPI) è nominato quinto Presidente della Giunta nella legislatura, a capo di una giunta composta da membri del PPI, del Partito Democratico della Sinistra, dei Socialisti, dei Verdi e Lista Dini, e con l'astensione del Polo della Libertà, alleanza di partiti del centrodestra. Il 18 dicembre dello stesso anno Roberto Antonione (Forza Italia) è stato eletto nuovo Presidente del Consiglio.

### Tabella riepilogativa
| N. | Ritratto | Ritratto | Nome (Nascita-Morte)      | Mandato         | Mandato         | Partito                            | Giunta    | Composizione                                  |
| -- | -------- | -------- | ------------------------- | --------------- | --------------- | ---------------------------------- | --------- | --------------------------------------------- |
| 1º |          |          | Pietro Fontanini (1952-)  | 3 agosto 1993   | 12 gennaio 1994 | Lega Nord                          | Fontanini | LN (9)-PLI (1)-PRI (1)                        |
| 2º |          |          | Renzo Travanut (1946-)    | 12 gennaio 1994 | 18 luglio 1994  | Partito Democratico della Sinistra | Travanut  | PDS (5)-LAF (2)-FdV (2)-DC (1)-Ind. (2)       |
| 3º |          |          | Alessandra Guerra (1963-) | 18 luglio 1994  | 7 novembre 1995 | Lega Nord                          | Guerra    | LN (5)-FI (1)-PPI (4)-PRI (1)                 |
| 4º |          |          | Sergio Cecotti (1956-)    | 7 novembre 1995 | 5 dicembre 1996 | Lega Nord                          | Cecotti   | LN (4)-PPI (3)-PDS (2)-FdV (1)-SI (1)         |
| 5º |          |          | Giancarlo Cruder (1947-)  | 5 dicembre 1996 | 31 luglio 1998  | Partito Popolare Italiano          | Cruder    | PPI (4)-PDS (3)-FdV (1)-SI (1)-PRI (1)-RI (1) |